# Scott Strausbaugh
Scott Strausbaugh, né le 23 juillet 1963 à York, est un céiste américain pratiquant le slalom.

## Palmarès

### Jeux olympiques
- Médaille d'or aux Jeux olympiques de 1992 à Barcelone en C2 avec Joe Jacobi[1].